# Natalja Alexandrowna Kutschinskaja
Natalja Alexandrowna Kutschinskaja (russisch Наталья Александровна Кучинская; * 12. März 1949 in Leningrad) ist eine ehemalige sowjetische Kunstturnerin. Sie war zweifache Olympiasiegerin.
Im Alter von 17 Jahren wurde Kutschinskaja bei den Turn-Weltmeisterschaften 1966 in Dortmund dreifache Weltmeisterin am Boden, am Schwebebalken und am Stufenbarren. Zwei Silbermedaillen gab es im Mehrkampf mit der sowjetischen Mannschaft und im Einzelwettkampf. Beim Sprung wurde sie Dritte.
Bei den Olympischen Sommerspielen 1968 in Mexiko-Stadt gewann Natalja Kutschinskaja zwei Goldmedaillen: Am Schwebebalken und mit dem sowjetischen Team im Mannschaftsmehrkampf. Außerdem konnte sie zwei Bronzemedaillen am Boden und im Einzelmehrkampf holen. Im Sprung wurde sie Fünfte.
In den 1990er Jahren wanderte Kutschinskaja in die Vereinigten Staaten aus. Sie ist Inhaberin und Leiterin des Gymnastik-Clubs «International Gymnastics Gym» in Illinois.
2006 wurde sie in die International Gymnastics Hall of Fame aufgenommen.